# Руднев, Иван Михайлович
Иван Михайлович Руднев (укр. Іван Михайлович Руднєв) (10 июня 1910,  Петербург — 9 июля 1970, Киев) — советский, украинский врач-педиатр, автор многочисленных исследований и учебников, создатель педиатрической школы.

## Биография
Родился в семье известного ученого-педиатра, профессора Михаила Фёдоровича Руднева.
В 1931 году окончил Днепропетровский медицинский институт. С 1931 по 1935 гг. – ординатор детской клиники в Днепропетровске, с 1935 по 1938 гг. – аспирант, а с 1938 года – ассистент Днепропетровского медицинского института.
В 1941 г. защитил кандидатскую диссертацию «Применение стрептоцида в лечении гнойных плевритов у детей».
С 1940 по 1950 гг. – врач Львовского института переливания крови, с 1951 года – заместитель директора по научной работе Львовского НИИ охраны здоровья материнства и детства. С 1956 года – заведующий кафедрой факультетской педиатрии Львовского медицинского института. Работал деканом педиатрического факультета. В 1962 году защитил докторскую диссертацию «Функциональное состояние сосудов при ревматизме у детей».
Заведующий кафедрой факультетской педиатрии (1963-1965), госпитальной педиатрии (1965-1970) Киевского медицинского института.
Иван Михайлович был пионером в исследовании аллергических реакций у детей. Один из первых применил глюкокортикоиды для лечения ревматизма у детей. Широко известны книги «Применение глюкокортикоидов у детей» (Москва, 1969), «Практическая кардиология детского возраста» (Киев, 1969).
Создал научную школу, подготовил 5 докторов и 19 кандидатов наук. Среди его учеников – проф. Сидельников В. М., проф. Мощич П. С., проф. Ласица О. И., проф. Мохорт Н. А., проф. Безруков Л. А., проф. Багдасарова И. В.
Главный педиатр Министерства здравоохранения УССР (1962-1966).
Лауреат Государственной премии УССР (1979), был инициатором и первым редактором учебника «Детские болезни» (Киев, 1973, 1975, 1984).